# Inthierryview
Inthierryview ist ein luxemburgischer Dokumentarfilm von Regisseur Andy Bausch aus dem Jahr 2008. 

## Handlung
Der Film ist eine Dokumentation über das Leben und die Karriere des Schauspielers Thierry van Werveke, der hauptsächlich aus Interviews mit und über van Werveke besteht. Zu Wort kommen Kollegen wie Schauspieler und Regisseure, mit denen er zusammengearbeitet hat. Außerdem sind 50 Ausschnitte aus Filmen, in denen er mitgespielt hat, zu sehen.
Neben seiner Karriere in Film, Musik und Theater spricht Thierry van Werveke auch über seine Kindheit in Genf, seine Drogenabhängigkeit als 18-Jähriger, seinen Job als Leichenwäscher und als Kellner in einem Düdelinger Café, seine Zeit als erster Punk von Luxemburg und seinen Alkoholismus.

## Hintergrund
Dieser Film ist nach The very last cha cha cha von 1999 der zweite Film von Andy Bausch über van Werveke, mit dem er seit seinen ersten Experimentalfilmen auf 8 mm zusammenarbeitete.
Der Film entstand als Hommage zum 50. Geburtstag van Wervekes, aber auch weil Anfang 2008 bekannt wurde, dass van Wervekes Gesundheitszustand äußerst kritisch sei. Thierry van Werveke ist knapp zwei Monate nach der Premiere des Films verstorben.
Der Film kam am 28. November 2008 in die luxemburgischen Kinos.

## Auszeichnungen
Der Film gewann den Publikumspreis Prix du Public des Luxemburger Filmpreis 2009.